# Sinopsis
Sinopsis je vsebinska zamisel ali kratka vsebina filma. V kratkem zapisu odgovarja na vprašanje, kaj je temeljno sporočilo filma. V igranem filmu poleg vsebine sporoča tudi kdo nastopa, kje nastopa, kdaj nastopa, kako dolgo, kaj se zgodi; zakaj in komu je sporočilo namenjeno.